# Lac Poudre
Le lac Poudre, en anglais Poudre Lake, est un lac dans l'État américain du Colorado. Il est situé à une altitude de 3 278 m dans le comté de Larimer et le parc national de Rocky Mountain.